# Stirling (Australie-Méridionale)
Pour les articles homonymes, voir Stirling.
Stirling est une zone d'administration locale d'Australie-Méridionale.